# 饰斑盖蛛
饰斑盖蛛（学名：Neriene compta）为皿蛛科盖蛛属的动物。在中国大陆，分布于浙江、湖北、四川、贵州等地。该物种的模式产地在浙江、湖北、四川、贵州。